# Гаррисон, Фредерик
Фредерик Гаррисон (англ. Frederic Harrison; 18 октября 1831[…], Лондон — 14 января 1923[…]) — британский историк и юрист; профессор международного права в Линкольнс-Инн.

## Биография
Фредерик Гаррисон родился 18 октября 1831 года в городе Лондоне на Юстон-сквер 17 в семье биржевого маклера Фредерика Харрисона (англ. Frederick Harrison; 1799–1881) и его жены Джейн, дочери Александра Брайса, торговца гранитом из Белфаста; был крещен в церкви Святого Панкратия в Юстоне и провел раннее детство в северном лондонском пригороде Масвелл-Хилл, куда семья переехала вскоре после его рождения. В 1874 году его отец арендовал большую усадьбу эпохи Тюдоров Саттон-плейс недалеко от Гилфорда (графство Суррей), которая перешла к его старшему сыну Сидни и о которой Фредерик-младший написал исследование «Анналы старого поместья: Саттон-плейс, Гилфорд», впервые опубликованную в 1893 году. Его дед по отцовской линии был строителем из Лестершира. В 1840 году семья переехала на Оксфорд-сквер, 22, Гайд-парк, Лондон, в дом, спроектированный отцом Гаррисона. 
Вместе со своими братьями и сестрами, Фредерик Гаррисон получил начальное образование дома, а затем пошёл в дневную школу в Сент-Джонс-Вуде. В 1843 году он поступил в King's College School и успешно её окончил. В 1849 году поступил в Уодхэм-колледж в Оксфорде. Именно в Оксфорде, влиянием своего наставника Ричарда Конгрива и работ Джона Стюарта Милля и Джорджа Генри Льюиса, юный Фредерик Гаррисон принял позитивную философию. Будучи последователем Огюста Конта он стал одним из основателей общества позитивистов в Лондоне. 

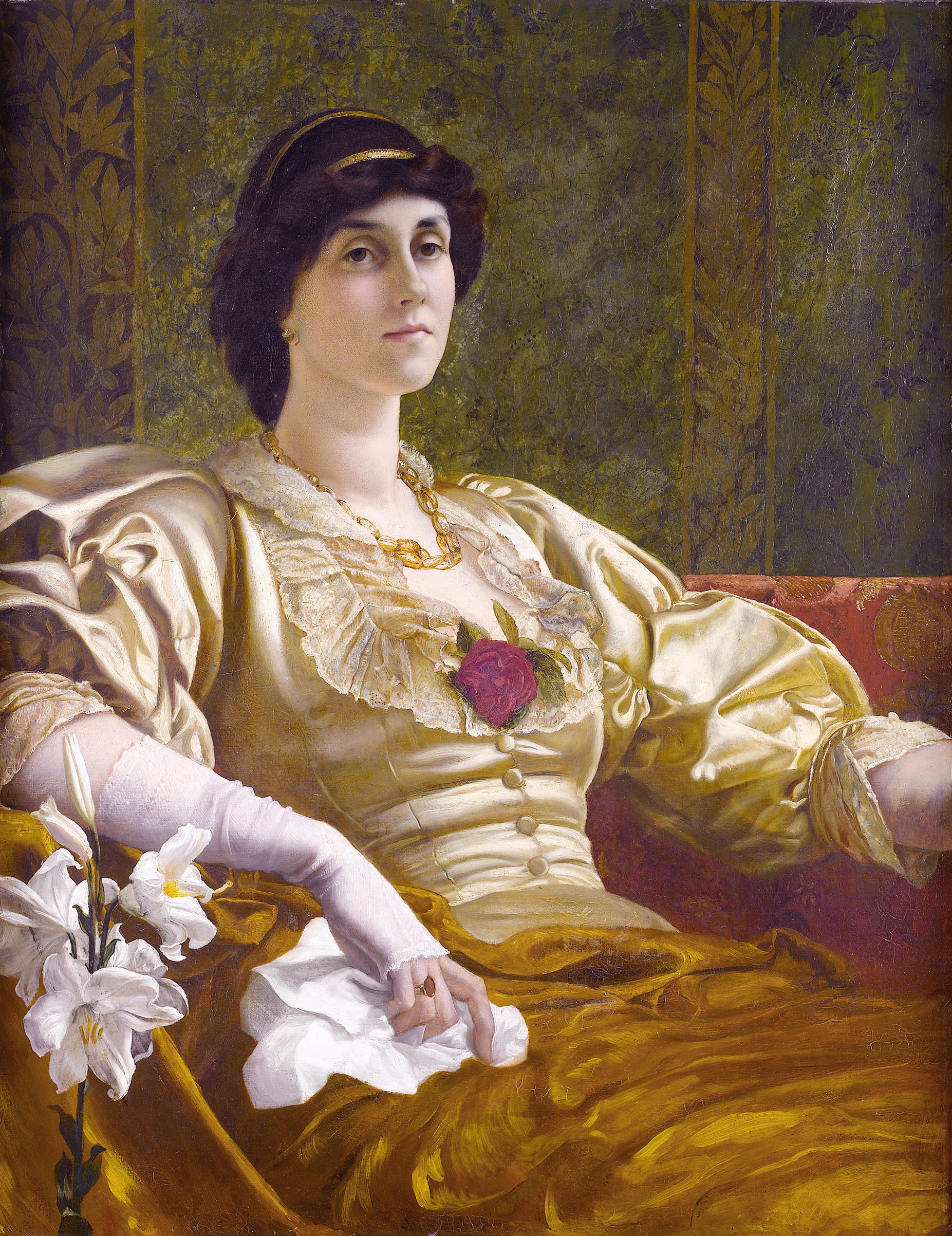
Гаррисон, Этель Берта
(художник У. Б. Ричмонд)

Работал в качестве преподавателя в Working Men's College (мужских курсах для трудящихся) и был членом королевской комиссии о тред-юнионах (англ. Trade-Unions) в 1867—1869 гг. Своими знаниями Гаррисон оказывал помощь английским профессиональным союзам в период их борьбы за легализацию в 1867—1871, но всегда относился отрицательно к марксизму и к тенденциям обращения тред-юнионов в политическую партию. Был членом Лондонской прогрессивной партии
Гаррисон опубликовал большое количество статей; лучшие из них собраны в книгах: «Meaning of Historу» («Значение истории») и «The Choice of Books» («Выбор книг»).
Фредерик Гаррисон умер 18 октября 1831 года.
С 1870 года Гаррисон был женат на английской писательнице Этель Берте, от которой у него было четверо сыновей, включая журналиста и литературного критика Остина Гаррисона.